# Treason Act 1702
Il Treason Act 1702 (1 Anne stat. 2 c. 21) fu un decreto del Parlamento inglese passato per assicurare la successione al trono inglese precedentemente stabilita dall'Act of Settlement del 1701.
Il decreto stabiliva che era alto tradimento (e quindi punibile con la morte) ostacolare la successione al trono di una persona designata alla successione dopo la morte del re.
Il decreto fu passato dal Parlamento inglese ma fu più tardi esteso alla Scozia nel 1708, in seguito agli Acts of Union 1707 dei 2 regni il precedente anno.
Nel 1998 la pena di morte fu abolita e la pena massima divenne l'ergastolo